# Jorge Holguín
Jorge Marcelo Holguín Mallarino (Cáli, 30 de outubro de 1848 – Bogotá, 2 de março de 1928) foi um político colombiano. Sob filiação do Partido Conservador, ocupou o cargo de presidente interino de seu país entre 11 de novembro de 1921 e 7 de agosto de 1922.